# Galba truncatula
Galba truncatula е вид коремоного от семейство Lymnaeidae.

## Разпространение
Видът е разпространен в Австрия, Албания, Алжир, Андора, Белгия, Боливия, Босна и Херцеговина, България, Великобритания (Северна Ирландия), Германия, Гърция, Дания, Демократична република Конго, Египет (Синайски полуостров), Естония, Етиопия, Индия (Джаму и Кашмир), Иран, Ирландия, Испания (Балеарски острови и Канарски острови), Италия (Сардиния и Сицилия), Канада (Британска Колумбия и Юкон), Кения, Кипър, Латвия, Лесото, Либия, Литва, Лихтенщайн, Люксембург, Малта, Мароко, Непал, Нидерландия, Норвегия, Полша, Португалия (Азорски острови и Мадейра), Северна Македония, Румъния, Русия (Калининград), Саудитска Арабия, САЩ (Аляска), Словакия, Словения, Танзания, Тунис, Турция, Украйна, Унгария, Фарьорски острови, Финландия, Франция (Корсика), Хърватия, Централноафриканска република, Чехия, Швейцария, Швеция, Южен Йемен и Южна Африка (Гаутенг, Западен Кейп, Източен Кейп, Квазулу-Натал, Лимпопо, Марион, Мпумаланга, Принц Едуард, Северен Кейп, Северозападна провинция и Фрайстат). Внесен е в Аржентина, Венецуела, Перу и Чили.